# Serixia finita
Serixia finita là một loài bọ cánh cứng trong họ Cerambycidae.